# Пшитули-Нові
Пшитули-Нові (пол. Przytuły Nowe) — село в Польщі, у гміні Жекунь Остроленцького повіту Мазовецького воєводства.
Населення — 108 осіб (2011).
У 1975-1998 роках село належало до Остроленцького воєводства.

## Демографія
Демографічна структура станом на 31 березня 2011 року:
|          | Загалом | Допрацездатний вік | Працездатний вік | Постпрацездатний вік |
| -------- | ------- | ------------------ | ---------------- | -------------------- |
| Чоловіки | 62      | 14                 | 42               | 6                    |
| Жінки    | 46      | 7                  | 30               | 9                    |
| Разом    | 108     | 21                 | 72               | 15                   |